# 和田興産
和田興産株式会社（わだこうさん、英: WADAKOHSAN CORPORATION）は、兵庫県神戸市中央区栄町通に本社を置く総合不動産・ディベロッパーである。

## 会社概要
兵庫県を中心に、阪神間（神戸市・芦屋市・西宮市・宝塚市・明石市・尼崎市）を中心にした高級分譲マンション「ワコーレ（WAKOHRE）」を展開する。「ワコーレKOBE灘タワー」（灘駅最寄）のように大規模物件を手掛けることもあるが、主には総戸数20～30戸の小規模分譲マンションを数多く手掛けている。
この他ワコールとのコラボレーションによる「ブランデュオシリーズ」にも注力している。

## 沿革
※ 和田興産株式会社 - 沿革（外部サイト）
- 1899年1月 - 神戸市兵庫区にて不動産賃貸業を創業。
- 1966年12月 - 神戸市長田区に和田興産有限会社を設立。
- 1968年3月 - 宅地建物取引業免許登録
- 1979年9月 - 和田興産株式会社に改組。
- 1982年4月 - 分譲マンションの一棟販売開始。
- 1985年12月 - 賃貸マンション事業開始。
- 1991年3月 - 自社ブランド「ワコーレ」にて分譲マンション事業を本格的に開始。
- 1996年
  - 6月 - 阪神・淡路大震災復興支援のための優良建築物等整備事業（優良再開発型）に従事。
  - 8月 - 神戸市特定優良賃貸住宅供給促進制度・民間管理法人として登録。
- 2000年5月 - 「VITA」（主に女性をターゲットにした賃貸マンション）シリーズの営業開始。
- 2002年
  - 2月 - 「アイデアル・キューブ」（都市型賃貸マンション）シリーズの営業開始。
  - 12月 - バリューアップ方式による賃貸マンションの開発を開始。
- 2004年9月 - ジャスダック市場上場（証券コード8931）
- 2005年
  - 3月 - 首都圏での分譲マンション販売開始
  - 6月 - 東京営業所開設。
- 2006年3月 - 賃貸事業強化のため3ヵ年で100億円規模の投資を計画。
- 2007年6月 - 分譲マンション累計供給戸数10,000戸突破（着工ベース）。
- 2008年3月 - 「戸建事業推進室」を新設、木造戸建事業を本格的に展開。
- 2011年11月 - 大阪営業所開設。
- 2012年8月 - 大阪府下で分譲マンション販売を開始。
- 2020年４月 - 東京証券取引所第2部へ市場変更。
- 2021年12月 - 分譲マンション累計供給戸数20,000戸突破（着工ベース）。
- 2022年4月 - 東京証券取引所　スタンダード市場へ移行。

## ワコーレブランド
「ワコーレ」というマンションブランドは、関東を中心に展開していた檜不動産（2000年に倒産）も同名のマンションブランドを持っていた。なお、英名は和田興産のワコーレが「WAKOHRE」と綴るのに対して、檜不動産のワコーレは「WACORE」と綴っていた。なお「ワコーレ」の商標は、和田興産が保有している。